# 빌름 펠르마
빌름 H. 펠르마(Willem Hendrik Velema, 1929년 11월 15일 ~ 2019년 4월 18일 )는 네덜란드의 교수,  목사 그리고 신학자이다.
그는 기독교 개혁 교회 소속의 목회자였다. 칼뱅신학과 바빙크 신학에서 근거한 개혁신학자였다. 빌름 펠르마는 1929년 드라흐턴에서 목 헨드릭 펠르마 목사(1889-1948)의 아들로 태어났다. 그의 형제 얀 (1917-2007)과 코인 (1922-1997)도 목사였다. 1957년에  암스테르담 자유 대학교에서 베르까우어 박사의 지도하에 "아브라함 카이퍼의 성령론"으로 박사학위를 받았다. 그는 에인트호번에서 목회자로서 경력을 시작했으며 레이던에서 일했다.
펠르마는 1966년 아펠도른 신학교에서 신약신약가 윤리학 교수를 하였고 1996년에 은퇴하였다. 교수로 재직하면서 다양한 교회단체 및 사회 단체의 지도자로 참여하였다. 그는 1980년부터 1990년까지 EO 라디오 프로그램 Dit Week 의 패널 멤버였다. 그는 89세의 나이로 2019년에 사망하였다.

## 같이 보기
- 아브라함 카이퍼
- 베르까우어

## 저서
- (1968). Nieuwe wegen, oude sporen. Apeldoorn: Uitgeverij Semper Agendo BV.
- (1969). Herleving van de natuurlijke ethiek tegen de achtergrond van de secularisatie. Kampen: Uitgeverij J.H. Kok.
- (1975). Bezinning op bevrijding in de oecumene: referaten gehouden op de informatiedag van 3 mei 1975 te Putten. Amsterdam: Buijten & Schipperheijn.
- (1978). Solidariteit en antithese. Een theologische peiling. Kampen: Uitgeverij J.H. Kok.
- (1987). Wet en evangelie. Kampen: Uitgeverij J.H. Kok.
- (1992). Beknopte Gereformeerde dogmatiek (met Genderen, J. van). Kampen: Uitgeverij J.H. Kok.